# Четыре пера (роман)
Четыре пера — приключенческий роман, написанный в 1902 году Альфредом Мейсоном и, впоследствии, ставший основой для нескольких экранизаций. В декабре 1901 года данная книга была анонсирована журналом Cornhill Magazine в качестве одного из двух грядущих к выпуску многосерийных романов в следующем, 1902 году.
На фоне произошедшего восстания махдистов, молодой Гарри Фавершам (протагонист) навлекает на себя позор, уйдя с армейской службы, что воспринимается его окружением как проявление трусости. Три белых пера, приподнесенные ему его друзьями из вымышленного Королевского северосаррейского пехотного полка (Royal North Surrey Regiment), являются символом трусости, а четвёртое перо было вложено в письмо его возлюбленной в качестве символа расставания. Однако, Гарри всё же берётся искупить свою вину актом великого мужества, дабы вернуть свою честь и сердце своей возлюбленной.
Многократно экранизирован. Наиболее известны фильмы 1939 и 2002 годов.